# Thoralf Glad
Thoralf Johan Glad (* 1. Februar 1878 in Oslo; † 19. Juli 1969 ebenda) war ein norwegischer Segler.

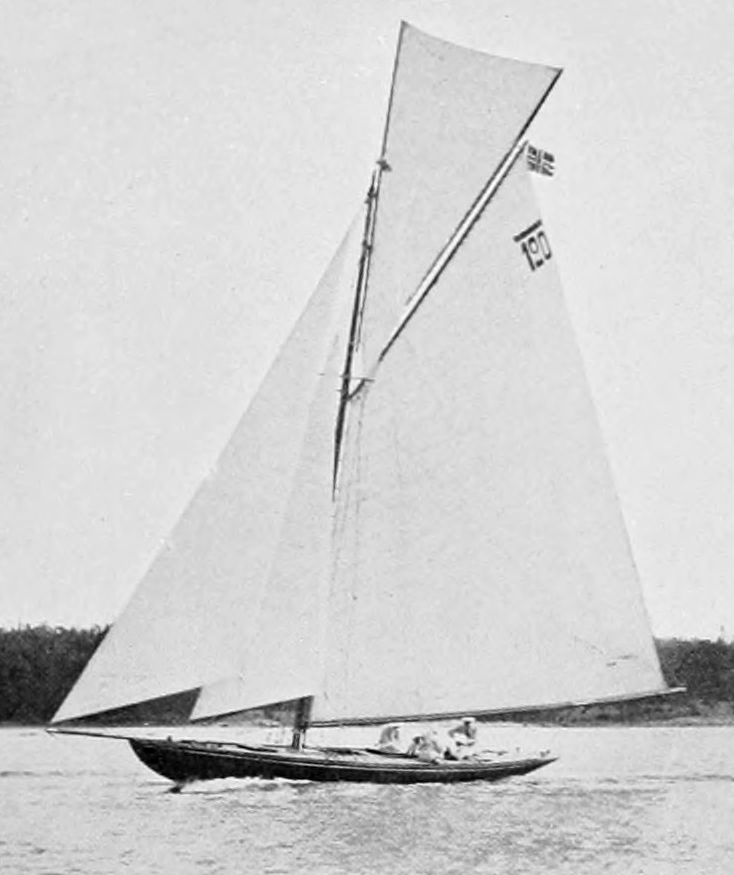
8mR-Yacht Taifun, Goldmedaille 1912

## Erfolge
Thoralf Glad, der für den Kongelig Norsk Seilforening (KNS) segelte, wurde 1912 in Stockholm bei den Olympischen Spielen in der 8-Meter-Klasse Olympiasieger. Er war Skipper der Taifun, die in beiden Wettfahrten der Regatta den ersten Platz belegte und damit den Wettbewerb vor dem schwedischen Boot Sans Atout von Skipper Bengt Heyman und dem finnischen Boot Lucky Girl von Skipper Bertil Tallberg gewann. Zur Crew der Taifun gehörten Thomas Aass, Andreas Brecke, Torleiv Corneliussen und Christian Jebe.